# Damian Luca
Damian Luca (* 18. Juli 1936 in Bukarest) ist ein rumänischer Musiker.

## Leben und Karriere
Luca ist ein Neffe des Panflötenspielers Fănică Luca.

## Diskographie
- The Peace of Panpipe Vol. 5
- The Peace of Panpipe Vol. 6
- The Peace of Panpipe Vol. 7
- The Peace of Panpipe Vol. 8
- Classical Masterworks